# Panathīnaïkos Athlītikos Omilos 1995-1996
Questa voce raccoglie le informazioni riguardanti il Panathīnaïkos Athlītikos Omilos nelle competizioni ufficiali della stagione 1995-1996.

## Stagione
Nella stagione 1995-96 il Panathinaikos arrivò molto vicino a una possibile conquista del double: insieme alla seconda vittoria consecutiva del campionato, la squadra riuscì a raggiungere le semifinali di Champions League contro l'Ajax campione d'Europa in carica, sconfiggendolo nella gara di andata ad Amsterdam per 1-0. Il Panathinaikos crollò tuttavia nel ritorno in casa facendosi sconfiggere per 3-0 dagli olandesi.

## Maglie e sponsor
Nel 1995 il Panathinaikos sottoscrisse un contratto con l'Adidas che creò una maglia verde con strisce verticali bianche, in aggiunta a quella classica interamente verde. Venne confermato lo sponsor ufficiale in uso dal 1985, Interamerican.
| Manica sinistra · Manica sinistra · Maglietta · Maglietta · Manica destra · Manica destra · Pantaloncini · Calzettoni · Calzettoni | Manica sinistra · Manica sinistra · Maglietta · Maglietta · Manica destra · Manica destra · Pantaloncini · Pantaloncini · Calzettoni |

## Rosa
| N. |                      | Ruolo | Calciatore                 |
| -- | -------------------- | ----- | -------------------------- |
| -  | Polonia (bandiera)   | P     | Józef Wandzcyk             |
| -  | Grecia (bandiera)    | P     | Antōnīs Nikopolidīs        |
| -  | Grecia (bandiera)    | P     | Konstantinos Chalkias      |
| -  | Grecia (bandiera)    | D     | Stratos Apostolakīs        |
| -  | Grecia (bandiera)    | D     | Giorgios Georgiadis Savvas |
| -  | Grecia (bandiera)    | D     | Giannīs Gkoumas            |
| -  | Grecia (bandiera)    | D     | Yannis Kalitzakis          |
| -  | Grecia (bandiera)    | D     | Giorgios Kapourains        |
| -  | Grecia (bandiera)    | D     | Thanasis Kolitsidakis      |
| -  | Grecia (bandiera)    | D     | Marinos Ouzounidīs         |
| -  | Grecia (bandiera)    | C     | Aggelos Mpasinas           |
| -  | Argentina (bandiera) | C     | Juan José Borrelli         |
| -  | Grecia (bandiera)    | C     | Louis Christodoulou        |
| -  | Grecia (bandiera)    | C     | Grigoris Charalambidis     |

| N. |                    | Ruolo | Calciatore                   |
| -- | ------------------ | ----- | ---------------------------- |
| -  | Grecia (bandiera)  | D     | Giorgios Georgiadis Charalas |
| -  | Grecia (bandiera)  | C     | Spiros Marangos              |
| -  | Grecia (bandiera)  | C     | Dimitris Markos              |
| -  | Grecia (bandiera)  | C     | Theofylaktos Nikolaidis      |
| -  | Grecia (bandiera)  | C     | Nikos Nioplias               |
| -  | Grecia (bandiera)  | A     | Giorgios Alexopoulos         |
| -  | Grecia (bandiera)  | A     | Alexis Alexoudis             |
| -  | Brasile (bandiera) | A     | Eliomar Carvalho             |
| -  | Grecia (bandiera)  | A     | Giōrgos Dōnīs                |
| -  | Grecia (bandiera)  | A     | Giorgios Kaffes              |
| -  | Grecia (bandiera)  | A     | Andreas Lagonikakis          |
| -  | Grecia (bandiera)  | A     | Yannis Thomaidis             |
| -  | Polonia (bandiera) | A     | Krzysztof Warzycha           |

## Calciomercato

### Sessione estiva
| Acquisti | Acquisti                | Acquisti   | Acquisti |
| R.       | Nome                    | da         | Modalità |
| -------- | ----------------------- | ---------- | -------- |
| C        | Theofylaktos Nikolaidis | Kavala     |          |
| A        | Jiorgos Kaffes          | Athīnaïkos |          |

### Sessione invernale
| Acquisti | Acquisti          | Acquisti  | Acquisti |
| R.       | Nome              | da        | Modalità |
| -------- | ----------------- | --------- | -------- |
| A        | Jiannis Thomaidis | OFI Creta |          |

| Cessioni | Cessioni        | Cessioni          | Cessioni |
| R.       | Nome            | a                 | Modalità |
| -------- | --------------- | ----------------- | -------- |
| D        | Kostas Mavridis | Apollonas Athinas |          |

## Statistiche

### Statistiche di squadra
| Competizione          | Punti | Totale | Totale | Totale | Totale | Totale | Totale | DR  |
| Competizione          | Punti | G      | V      | N      | P      | Gf     | Gs     | DR  |
| --------------------- | ----- | ------ | ------ | ------ | ------ | ------ | ------ | --- |
| Alpha Ethniki         | 83    | 34     | 26     | 5      | 3      | 72     | 69     | +3  |
| Coppa di Grecia       | -     | 4      | 2      | 1      | 1      | 10     | 3      | +7  |
| UEFA Champions League | -     | 10     | 5      | 3      | 2      | 11     | 6      | +5  |
| Totale                | -     | 48     | 33     | 9      | 6      | 93     | 31     | +62 |

### Statistiche dei giocatori
| Giocatore     | Alpha Ethniki | Alpha Ethniki |
| Giocatore     | Presenze      | Reti          |
| ------------- | ------------- | ------------- |
| Alexoudis     | 18            | 4             |
| Apostolakis   | 25            | 4             |
| Basinas       | 1             | ?             |
| Borrelli      | 24            | 12            |
| Caravalho     | 1             | ?             |
| Christodoulou | 19            | 2             |
| Donis         | 30            | 7             |
| G. Charalas   | 31            | 10            |
| G. Savvas     | 31            | 1             |
| Goumas        | 8             | ?             |
| Kaffes        | 1             | ?             |
| Kalitzakis    | 26            | 2             |
| Kapouranis    | 29            | 1             |
| Kolitsidakis  | 18            | ?             |
| Lagonikakis   | 27            | ?             |
| Maragkos      | 26            | 4             |
| Markos        | 29            | 3             |
| Nikolaidis    | 1             | ?             |
| Nikopolidis   | 3             | ?             |
| Niomblias     | 14            | 1             |
| Ouzounidis    | 29            | 2             |
| Thomaidis     | 10            | ?             |
| Wandczyk      | 32            | ?             |
| Warzycha      | 32            | 19            |